# Escarmain
Escarmain is een gemeente in het Franse Noorderdepartement (regio Hauts-de-France) en telt 423 inwoners (1999). De plaats maakt deel uit van het arrondissement Cambrai.

## Geografie
De oppervlakte van Escarmain bedraagt 6,4 km², de bevolkingsdichtheid is 66,1 inwoners per km².
De onderstaande kaart toont de ligging van Escarmain met de belangrijkste infrastructuur en aangrenzende gemeenten.

## Demografie
Onderstaande figuur toont het verloop van het inwonertal (bron: INSEE-tellingen).